# Acronicta fuscosuffusa
Acronicta fuscosuffusa är en fjärilsart som beskrevs av Embrik Strand 1921. Acronicta fuscosuffusa ingår i släktet Acronicta och familjen nattflyn. Inga underarter finns listade i Catalogue of Life.